# Jurivka, Berezivka
Jurivka (în ucraineană Журівка) este un sat în comunei Striukove din raionul Berezivka, regiunea Odesa, Ucraina.

## Demografie
Componența lingvistică a localității Jurivka
     Ucraineană (92,8%)
     Rusă (7,2%)
Conform recensământului din 2001, majoritatea populației localității Jurivka era vorbitoare de ucraineană (92,8%), existând în minoritate și vorbitori de rusă (7,2%).